# Propositionale Einstellung
Eine propositionale Einstellung (englisch propositional attitude) ist eine innere Haltung oder Beziehung kognitiver oder emotionaler Art, die jemand zu einem (möglichen) Sachverhalt haben kann. Zuschreibungen propositionaler Einstellungen werden häufig durch Dass-Sätze ausgedrückt, auf die Verben der propositionalen Einstellung („wissen“, „glauben“, „befürchten“, „hoffen“ u. v. a.) angewendet werden.
Typische Beispiele für Zuschreibungen propositionaler Einstellungen sind:
- Inge hofft, dass am Wochenende die Sonne scheint.
- Hans befürchtet, dass es regnen wird.
- Julia bedauert, dass sie nicht mitkommen kann.
- Hans argwöhnt, dass Inge Hühnerfett auf seine Bibel getropft hat.
- Ich weiß, dass mein Erlöser lebt.

Propositionale Einstellungen sind für eine Reihe von wissenschaftlichen Disziplinen wie die Psychologie, die Semantik natürlicher Sprachen, die Sprachphilosophie, die Philosophie des Geistes, die Handlungstheorie und die Erkenntnistheorie von Bedeutung. Laut Paul Churchland sind sie die „Grundbausteine der Alltagspsychologie“, nach Donald Davidson ist es das charakteristische Merkmal rationaler Wesen, propositionale Einstellungen zu haben. – Die Bezeichnung „propositionale Einstellung“ geht auf Bertrand Russell zurück.

## Die logische Form von Sätzen über propositionale Einstellungen
Betrachtet man die Beispiele aus der Einleitung, so fällt sofort ihre gemeinsame Struktur ins Auge, die sich folgendermaßen wiedergeben lässt:
(PE) A φ-t, dass p
wobei „A“ für die Person steht, um deren Einstellung es geht, φ ein Verb ist, das die Art der Einstellung angibt, und „p“ für den intentionalen Gehalt oder Gegenstand der Einstellung steht. p ist stets ein Gebilde, das wahr oder falsch sein kann (Aussage, Proposition) bzw. das besteht oder nicht besteht (Sachverhalt).
Nicht alle Berichte über propositionale Einstellungen haben aber diese Oberflächenstruktur. Auch die folgenden Sätze beispielsweise lassen sich als Berichte über propositionale Einstellungen lesen:
1. Ich wünschte, man büke mir einen Klöben.
2. Ich habe die Absicht zu kommen.
3. Ich fürchte, nein.
4. Ich fürchte seinen Zorn.
5. Inge glaubt mir nicht.

Die Beispiele lassen sich folgendermaßen auf die Standardform (PE) bringen:
1. Ich wünsche, dass mir jemand einen Klöben bäckt.
2. Ich beabsichtige, dass ich komme.
3. Ich fürchte, dass ich meine Hausaufgaben nicht gemacht habe. (Als Antwort auf eine entsprechende Frage.)
4. Ich fürchte, dass er aus Zorn etwas tut, was mir schadet.
5. Es gibt ein p derart, dass ich Inge gegenüber p behauptet habe, und Inge glaubt, dass nicht-p.

## Logische Besonderheiten
Berichte über propositionale Einstellungen sind intensionale Kontexte par excellence; das bedeutet, dass innerhalb des Skopus des Einstellungsverbs φ koextensionale Ausdrücke nicht salva veritate ausgetauscht werden können (vgl. Intensionaler Fehlschluss). Beispielsweise ist der Schluss „Lois Lane glaubt, dass Superman ein Held ist. Superman ist Clark Kent. Also glaubt Lois, dass Clark Kent ein Held ist.“ nicht logisch gültig. Bei üblicher Lesart des Existenzquantors ist auch der Schluss „Lois Lane glaubt, dass Superman ein Held ist; also gibt es jemanden, von dem Lois Lane glaubt, dass er ein Held ist“ nicht korrekt.

## Passensrichtung propositionaler Einstellungen
Versuche einer Klassifikation propositionaler Einstellungen können bei ihrer Passensrichtung (direction of fit) ansetzen. Plausibel ist eine Einteilung in zwei große Gruppen: Einstellungen mit der mind-to-world direction of fit (z. B. Glauben, Zweifeln) zielen darauf, dass ihr Inhalt der Welt angepasst wird; umgekehrt zielen Einstellungen mit der world-to-mind direction of fit (z. B. Wünschen, Hoffen) darauf, dass die Welt ihrem Inhalt angepasst wird.

## Anwendungen

### Handlungstheorie
Einer der am häufigsten verwendeten Ansätze zur Erklärung rationalen Verhaltens ist das (oft David Hume zugeschriebene) sogenannte Belief-desire-Modell, in dem die propositionalen Einstellungen des Überzeugtseins, des Wünschens und des Beabsichtigens eine tragende Rolle spielen. Dass Inge die Absicht ausbildet, sich auf den Weg zum Supermarkt zu machen, kann nach diesem Modell beispielsweise durch ihren Wunsch, Lebensmittel einzukaufen, in Verbindung mit ihrer Überzeugung, dass sie im Supermarkt Lebensmittel kaufen kann, erklärt werden.

### Bedeutungstheorie
Einige Sprachphilosophen (etwa Paul Grice und Stephen Schiffer) vertreten Bedeutungstheorien, denen zufolge sich die Bedeutung von Äußerungen aus mit ihnen verbundenen Überzeugungen und Absichten ergibt. Grob gesagt ist das, was eine Sprecherin A mit einem assertorischen Satz S meint (d. h. die sogenannte Sprecherbedeutung von S), die Überzeugung, die A mit S auszudrücken beabsichtigt.

## Skeptizismus bezüglich propositionaler Einstellungen
Einige Philosophen, darunter Stephen Stich, W. V. O. Quine und Paul Churchland, bestreiten aus unterschiedlichen Gründen die Existenz propositionaler Einstellungen. Bei Quine sind allgemeine sprachphilosophische Bedenken gegen Intensionalität (siehe Extensionalismus) das Hauptmotiv. Kapitel VI seines Hauptwerks Word and Object stellt einen Versuch dar, intensionale Kontexte im Allgemeinen und die Rede über propositionale Einstellungen im Besonderen zu eliminieren. Churchland vertritt die Ansicht, dass die Rede über propositionale Einstellungen aufgegeben werden muss, weil ihnen in der physikalischen Realität nichts entspricht (Eliminativismus).